# グランドビュー (ミズーリ州)
グランドビュー（Grandview）は、アメリカ合衆国ミズーリ州のジャクソン郡にある都市。人口は2万6209人（2020年）。カンザスシティ都市圏に含まれる。